# Caryanda platyvertica
Caryanda platyvertica är en insektsart som beskrevs av Yin, X.-c. 1980. Caryanda platyvertica ingår i släktet Caryanda och familjen gräshoppor. Inga underarter finns listade i Catalogue of Life.